# Leo d'Ulfeldt
El comte Leo d'Ulfeldt (Copenhaguen 22 de març de 1651 - Viena 11 d'abril de 1716) fou un mariscal de camp imperial alemany que va ser virrei de Catalunya.
El 1665 es va matricular a la Universitat de Basilea, el 1669 es va convertir al catolicisme, i el 1673 va ser nomenat camarlenc per la reina Cristina de Suècia.
Va entrar al servei de l'emperador Leopold I, i va arribar a comandant d'un regiment de cavalleria. Presumiblement, en aquest càrrec va aconseguir rebutjar un atac de 2.000 tàrtars, disposant només d'uns quants pagesos. Va participar el 1702 a la batalla de Luzzara i el 1703 a la batalla de Bormio. .
Acompanyà l'arxiduc Carles en l'anada a Catalunya durant la Guerra de Successió. El 1704 esdevingué mariscal de camp, el 1706 mariscal de camp general, governador de Barcelona, i finalment virrei de Catalunya de 1706 a 1710. Després Ulfeldt va tornar a Àustria com a conseller secret de l'emperador.
Es va casar el 1697 amb Anna Maria Sinzendorf, amb qui va tenir dos fills.